# José Inácio Faria
José Inácio da Silva Ramos Antunes de Faria (ur. 13 marca 1962 w Viana do Castelo) – portugalski prawnik i polityk, poseł do Parlamentu Europejskiego VIII kadencji.

## Życiorys
Kształcił się w Johannesburgu i Londynie, następnie ukończył studia prawnicze na Uniwersytecie Lizbońskim. Był zatrudniony jako radca prawny w urzędzie miejskim w Lizbonie.
W 2004 został członkiem Partii Ziemi. W wyborach europejskich w 2014 uzyskał mandat eurodeputowanego VIII kadencji. W tym samym roku stanął na czele Partii Ziemi. Kierował tym ugrupowaniem formalnie do 2019.